# Protichneumon effigies
Protichneumon effigies är en stekelart som beskrevs av Heinrich 1961. Protichneumon effigies ingår i släktet Protichneumon och familjen brokparasitsteklar. Inga underarter finns listade i Catalogue of Life.